# Rallye Monte Carlo 2010

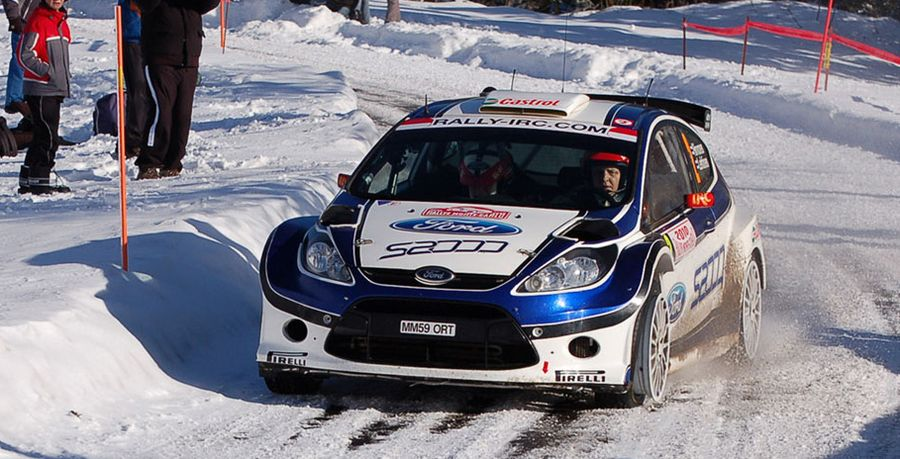
Vítěz Mikko Hirvonen

Rallye Monte Carlo 2010 (Oficiálně 78. Rallye Automobile Monte-Carlo) je název úvodní soutěže rallyeového šampionátu IRC 2010 v roce 2010. Vítězem se stal Mikko Hirvonen s novým automobilem Ford Fiesta S2000. Dobré výsledky zaznamenali jezdci na vozech Škoda Fabia S2000. Soutěž měřila 405 km.
Před startem měl problémy tým Ford M-Sport. Nárazník vozu Fiesta měl otvory, které neodpovídaly homologaci. Poté, co je mechanici zaslepily, byly vozy puštěny na start.

## Průběh

### První etapa
V první rychlostní zkoušce zvítězil Hirvonen. Druhý skončil Juho Hänninen s Fabií a třetí úřadující mistr Kris Meeke s vozem Peugeot 207 S2000. Veliké problémy měl Jan Kopecký, druhý jezdec týmu Škoda Motorsport, který měl defekt. Následující testy vyhrál Sébastien Ogier, který se ale posléze po jezdecké chybě propadl. Na konci prvního dne tak ve výsledcích vedl Hirvonen před Hänninenem. Kopecký se pohyboval na dvacáté pozici.

### Druhá etapa

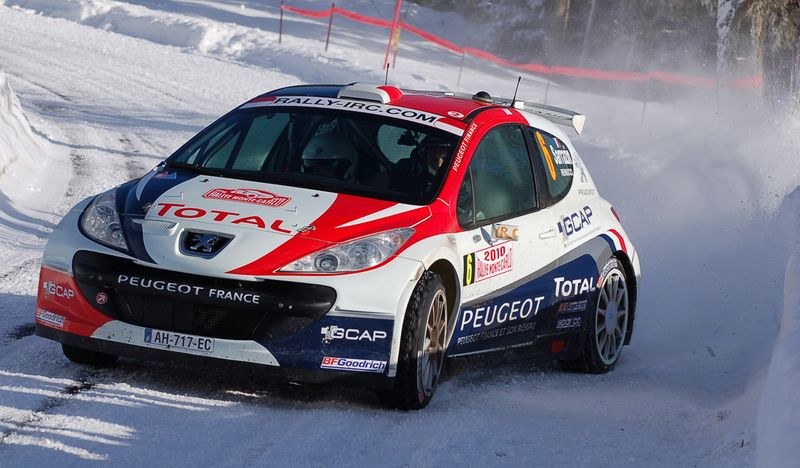
Stephane Sarrazin

Druhá etapa měřila 145 km. V prvním testu dne odstoupil Kris Meeke, který po havárii odstoupil z průběžné druhé pozice. Pátou rychlostní zkoušku opanovaly na prvních třech místech vozy Fabia. Hirvonen měl defekt, ale v následujícím testu zvítězil. Poslední dva nejrychlejší časy patřily Ogierovi, který se díky tomu posunul na průběžné třetí místo.

### Třetí etapa
poslední den se jelo pouze pět rychlostních testů a mezi nimi i nejslavnější zkouška Col de Turini. V prvních dvou testech zvítězil Ogier, který předstihl Hänninena. Z osmého místa po havárii odstoupil Wittmann s Peugeotem. Ogier měl poté poruchu alternátoru a do poslední zkoušky nenastoupil. Vítězství tak uhájil Hirvonen a na druhé místo se vrátil Hänninen.

## Výsledky
1. Mikko Hirvonen (Ford Fiesta S2000) 4:32:58,5 hod
2. Juho Hänninen (Škoda Fabia S2000) + 1:51,4 min
3. Nicolas Vouilloz (Škoda Fabia S2000) + 3:19,1 min
4. Stéphane Sarrazin (Peugeot 207 S2000) + 7:25,5 min
5. Jan Kopecký (Škoda Fabia S2000) + 8:48,7 min
6. Guy Wilks (Škoda Fabia S2000) + 9:24,5 min
7. Bruno Magalhaes (Peugeot 207 S2000) + 9:45,4 min
8. Jean-Sébastien Vigion (Peugeot 207 S2000) + 13:33,5 min
9. Jaromír Orsák (Škoda Fabia S2000) + 21:16,6 min
10. Andrej Jereb (Peugeot 207 S2000) + 25:26,1 min
11. Kris Princen (Renault Clio R3) + 26:56,5 min
12. Pierre Campana (Renault Clio R3) + 28:19,2 min
13. Olivier Burri (Subaru Impreza STi) + 28:43,1 min
14. Vojtěch Štajf (Subaru Impreza STi) + 29:00,3 min
15. Cinotto Michele (Mitsubishi Lancer Evo IX) + 29:50,9 min